# Space Invaders
A Space Invaders (スペースインベーダー; Hepburn: Supēsu Inbēdā) egy 1978-as videójáték, amelyet Nisikado Tomohiro (西角 友宏, Nishikado Tomohiro) japán videojátéktervező fejlesztett.
Japánban a Taito Corporation adta ki, először játéktermekbe (arcade), majd a Bally Manufacturing játékgépgyártó Midway részlegének licencelte, így került át az észak-amerikai és európai piacra. Később sok más platformra is portolták (Nintendo Game Boy, Atari, Commodore stb.) és adták ki különböző formákban. A játék lényege, hogy kis pixel-űrlényeket kell megállítani lézerágyúval, amelyek meg akarják szállni a Földet. Az űrlények bombákat ejtenek a védőre és egyre lejjebb ereszkednek. A játékosnak egy vízszintesen mozgó lézerágyúval kell az idegeneket lőnie, így minél több pontot szereznie.
A Space Invaders volt az első fix lövöldözős játék (shoot-em-up), amely meghatározta a műfaj sablonját.
Nagyon nagy sikerre tett szert, kultikus népszerűségű lett az egész világon. Sikere miatt rengeteg utánzata, klónja lett. Egy városi legenda szerint a Space Invaders miatt Japánban hiány alakult ki a 100 jenes érmék körében, mivel olyan sok fogyott el belőle az automatákban. 1978-ban csak Japánban 600 millió dollár bevételt hozott a játék. A játéktermekben eleinte csak a Space Invaders-ből kifejlesztett automaták voltak, mert annyira népszerű volt a játék.

## Hivatalos folytatások
- Space Invaders Part II (1979) (játéktermek) 1990 (Game Boy, Skill for Prizes)
- Space Invaders II (1980, játéktermek)
- Space Invaders Get Even (WiiWare)
- Space Invaders Extreme (2007) (Nintendo DS, PSP)
- Space Invaders Extreme 2 (2009) (Nintendo DS)
- Return of the Invaders
- Space Invaders DX
- Mininvaders

Még több folytatás is volt a játékból, amelyeket a Taito adott ki.

## Utánzatok
- Super Invader
- TI Invaders – a TI-99/4A otthoni számítógépre készült klón (1981)[1][2]